# Virtuelle Organisation
Eine Virtuelle Organisation ist eine Form der Organisation, bei der sich rechtlich unabhängige Unternehmungen und/oder auch Einzelpersonen virtuell (meist über das Internet) für einen gewissen Zeitraum zu einem gemeinsamen Geschäftsverbund zusammenschließen. Gegenüber Dritten bzw. Auftraggebern tritt das Virtuelle Unternehmen wie ein einheitliches Unternehmen auf. Durch die Virtualität ist der physische Standort der einzelnen Teilnehmer nicht von Bedeutung. Es wird hierbei versucht, die Wertschöpfungskette durch kooperative Zusammenarbeit von Partnern mit spezifischen Kernkompetenzen zu optimieren und dadurch besonders kundenorientierte und wettbewerbsfähige Leistungserstellung zu erreichen. Der Informations- und Kommunikationstechnologie (IKT) kommt in diesem Zusammenhang elementare Bedeutung zu, da sie die geforderte Überwindung von Raum und Zeit erst ermöglicht.

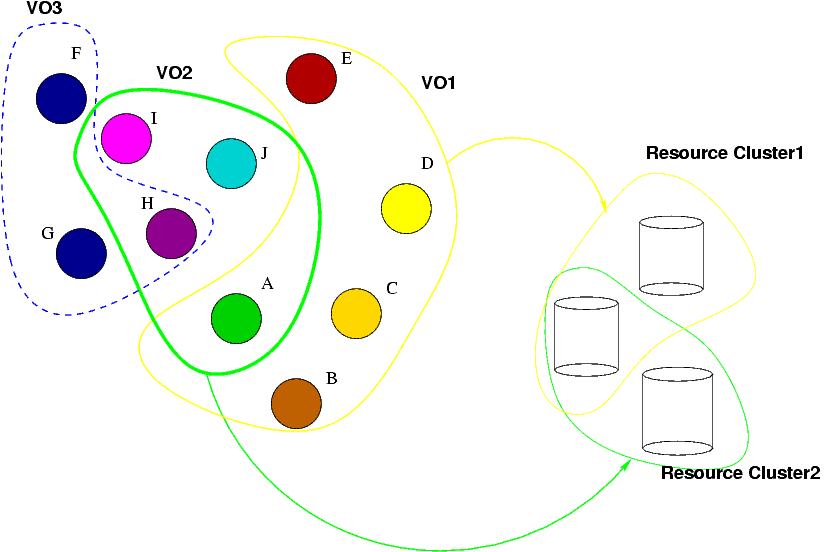
Die Teilnehmer an virtuellen Organisationen (A-J) können sich dynamisch gruppieren, um verschiedene Ressourcenkombinationen (z. B. Datenbanken) zu nutzen

## Merkmale
Die Merkmale der virtuellen Organisation sind Flexibilität, keine direkte Kommunikation und Kundenorientierung. Virtuelle Unternehmen kooperieren ohne dafür ein Unternehmen zu gründen, einen Standort zu suchen, Personal einzustellen und eine Organisation aufzubauen. Es werden zeitlich begrenzte Marktpotentiale durch Kooperation ausgenutzt. Im Gegensatz zu anderen Kooperationsformen, wie zum Beispiel Joint Ventures, wird auf die Institutionalisierung von zentralen Managementfunktionen verzichtet. Es kommt zu keiner Spezialisierung auf einen Teilbereich der Wertschöpfungskette, sondern es kann die ganze Kette umfasst werden. Einzelne Teilprozesse werden auf die Kooperationspartner je nach Kernkompetenz verteilt und dann dezentralisiert bearbeitet. Die virtuelle Organisation eignet sich vor allem für die Herstellung von kundenindividuellen Lösungen, da für Massenproduktion traditionelle Organisationsformen besser geeignet sind.
Der Zusammenschluss zu einer virtuellen Organisation ermöglicht es somit die zeitlichen, räumlichen und funktionalen Grenzen zu flexibilisieren und eine neue Sichtweise auf die entstehende Organisation zu ermöglichen. Die Entwicklung dieser Organisationsform hat ihren Ursprung in der Nutzung von virtuellen Speichern der IT. Die daraus weiterentwickelte virtuelle Realität und die mittlerweile allgegenwärtigen virtuellen Angebote in Form von Online-Kaufhäusern oder Online-Music-Stores haben den Weg für virtuelle Organisationen geebnet.

## Rechtliche Einordnung
Da es sich bei virtuellen Organisationen nur um den Zusammenschluss rechtlich unabhängiger Teilnehmer handelt, entsteht keine Gesellschaftsform. Die Kooperation erfolgt meist nur nach Leistungsaustauschverträgen. In Deutschland fällt das virtuelle Unternehmen unter die BGB-Gesellschaft, außer man regelt eine andere gesellschaftliche Form, wie einer GmbH oder AG. Somit sind auch steuerliche Aspekte zu beachten.

## Dimensionierung: Die Virtualisierungsformen
Während die Klassiker der Virtualisierungsforschung noch von einem Standardmodell ausgehen, beginnen einige Autoren bereits die virtuelle Organisation als das Ergebnis einer kontinuierlichen Entwicklung im mehrdimensionalen Raum zu sehen. Dafür stehen die folgenden Modelle zur Verfügung. Das Drei-Stufen-Modell ist eher informationstechnisch ausgerichtet, während das virt.cube-Modell eher organisationstechnisch ausgerichtet ist.
Dieses Modell ist eine Kombination aus spezifischen Fähigkeiten und Denkhaltungen. Dabei ist diese Denkhaltung nicht nur für High-Tech-Firmen gedacht, sondern betrifft die generelle Verzahnung der Unternehmen mit der Umwelt. Dafür postulierten Venkatraman und Henderson drei Entwicklungsvektoren:
- Virtuelles Anbieten und eventuell konsumieren von Produkten und Dienstleistungen (virtual encounter)
- Leverage Effekte durch die Virtualisierung des inner- und zwischenbetrieblichen Beschaffungsprozesses (virtual sourcing)
- Wissensleverage durch effiziente und bürokratiefreie Form „Produktion“ von Expertenwissen (virtual expertise)[2]

Diese drei Vektoren sind nicht unabhängig wählbar, sondern sind vielmehr erfolgreich wenn sich die Unternehmen auf allen drei Vektoren gleichzeitig bewegen. Daher spricht man korrekterweise auch von einem Stufenmodell. Bei diesen Virtualitätsstufen geht es
- auf Stufe 1 um die Virtualisierung einzelner Aspekte beziehungsweise Einheiten
- auf Stufe 2 um die Abstimmung zwischen den Einheiten und
- auf Stufe 3 um die Zusammenführung der Einheiten, das Schaffen einer (virtuellen) Gemeinschaft.[2]

Das virt.cube-Modell

Der virt.cube beruht auf drei Dimensionen:
- Virtuelle Realität durch Schaffung eines computerisierten Objektes → Organisationsnachbildung

Eine Organisatorische Einheit wird ganz oder teilweise in den Computer verlagert. Dadurch sollen die Vernetzung und die Geschwindigkeit des Informationsflusses gesteigert und die Wissensbasis vergrößert werden.
- Neuausrichtung der Kernkompetenzen durch Neugestaltung von Organisationen → Organisationsneuausrichtung

Erfolgreiche Unternehmen müssen sich schnell auf geänderte Anforderungen umstellen um die nachhaltige Wertschöpfung sicherzustellen. Diese laufenden Änderungen führen zu laufenden und umfangreichen Reorganisationsmaßnahmen sowie Restrukturierungen der Wertschöpfungskette.
- Weiche Integration durch Organisationszusammenführung

Durch die Aufspaltung nach den Kernkompetenzen werden gewohnte Strukturen aufgebrochen, wodurch Unternehmen (Abteilungen, Mitarbeiter) nicht mehr als „Einheit“ dem Kunden gegenüber auftreten. Dem wird durch die Schaffung einer gemeinsamen Vision entgegengewirkt um somit wieder das Bild „one face to the customer“ für den Kunden zu generieren.

## Vor- und Nachteile
Als großer Vorteil muss hier vor allem das enorme Kosteneinsparungspotential genannt werden, das durch den Wegfall der Raum-, Organisations- bzw. Reisekosten entsteht. Durch traditionelle Unternehmensformen wäre es nicht möglich, sich so gut und flexibel wie mit Virtuellen Organisationen auf neue Markterfordernisse in einem dynamischen Umfeld einzustellen. Da jeder Teilnehmer seine Kernkompetenz einbringt, kommt es zu einem sehr effizienten Arbeitsergebnis. Des Weiteren werden durch die Zusammenarbeit die Markterschließungskosten aufgeteilt und Markteintrittsbarrieren gesenkt.
Oft werden nur die Vorteile dieser Organisation gesehen, doch bei genauerer Betrachtung ist die flexible, lockere projektorientierte Struktur der Virtuellen Organisation mehreren Gefahrenquellen ausgesetzt. Die lose Organisation ist schwierig zu kontrollieren. Durch die starke Abhängigkeit zwischen den Partnern kann es vorkommen, dass einzelne Partner diese zu ihrem eigenen Vorteil ausnutzen (z. B. Weitergabe von vertraulichen Daten an Dritte). Sanktionen für solche Teilnehmer sind nur schwer durchzusetzen. Deshalb ist es ratsam, Virtuelle Organisationen nur mit „vertrauenswürdigen“ bzw. langjährigen Geschäftspartnern einzugehen.
Auch für die Mitarbeiter kann es zu Problemen kommen. Sie können nur schwierig ein Zugehörigkeitsgefühl entwickeln und sich mit dem Unternehmen identifizieren. Des Weiteren darf bezweifelt werden, dass sämtliche Kommunikation vollständig virtuell durchgeführt werden kann. Außerdem muss die totale Abhängigkeit von einer voll funktionsfähigen Informations- und Kommunikationstechnologie als Nachteil angesehen werden.

## Virtuelles Unternehmen
Virtuelle Unternehmen bzw. virtuelle Fabriken sind eine zeitlich begrenzte Kooperation mehrerer rechtlich selbstständiger Firmen oder Unternehmensbereiche. Ihr Ziel ist es, ein Produkt oder eine Dienstleistung zu erstellen, wobei die einzelnen Partner diejenigen Aktivitäten einbringen, auf die sie sich besonders spezialisiert haben und die sie besonders beherrschen. Eine virtuelle Fabrik ist ein dynamischer Produktionsverbund, das heißt, sie arbeitet auftragsbezogen und tritt gegenüber dem Kunden wie eine reale Fabrik auf. Nach Beendigung des Auftrages löst sich der Verbund wieder auf.

## Anwendungsgebiete
- Grid-Computing
- Zusammenschluss von Experten, die in den verschiedensten Ländern der Welt beheimatet sind, zu einem Expertenpool.
- Kooperation auf Märkten mit hoher Produktkomplexität und Marktunsicherheit
- Entwicklung von Open-Source-Software (z. B.: der Linux-Kernel)